# Satoshi Miyazaki
Satoshi Miyazaki (17 de junio de 1938 -Bruselas, 31 de mayo de 1993) fue un maestro de karate estilo Shotokan 8.º Dan JKA (Asociación Japonesa de Karate).

## Biografía
Nació el 17 de junio de 1938 en un pequeño pueblo de la región administrativa de Saga, en el sur de la isla de Kyushu, llegó a Europa enviado por la JKA, en 1967 y fue jefe instructor de Bélgica hasta 1993. Empezó con el aprendizaje del Karate en 1954. Pasó su 1.er Dan con un Maestro de una escuela cercana al Goju Ryu. Más tarde fue enviado como otros jóvenes promesas de Karate a la Universidad de Takushoku, conocida entre otras cosas por su equipo de Karate entrenado por el maestro Nakayama.
Allí Satoshi Miyazaki se licenció en económicas y fue varias veces campeón por equipos en kumite —con karatekas de la talla de Asano, Ochi, Tabata, Kisaki entre otros—. Sus kata preferidos eran Kanku-Sho en Empi pero debido a su peso, mayor de joven, le recomendaban presentar Hangetsu y Sochin. En individual terminó dos veces tercero en el Campeonato de Japón.
Como maestro era un ferviente creyente de los kihon, que repetía de manera continua en sus clases. Contribuyó decididamente a la expansión de este estilo de Karate en Europa, dirigiendo además un Stage de verano de Karate de reconocido prestigio internacional en Gante —con la participación de los más conocidos sensei residentes en Europa—.
Introdujo por tanto el Karate Shotokan, con otros maestros, Enoeda, Taiji Kase, en Europa, pero en especial en Bélgica donde llevó a cabo una formidable labor en la enseñanza de la herencia de estilo de Gichin Funakoshi.
Murió el 31 de mayo de 1993 de cáncer en Bruselas dejando en manos de Sergio Gneo y Kazuhiro Sawada, los dos 7.º Dan JKA, la enseñanza del Shotokan JKA en Bélgica.
- Datos: Q3473980